# 谭泰
谭泰（？—？），舒穆禄氏，满洲正黄旗人。
扬古利的从弟。早年被後金授予牛录额真。崇德六年（1641年），松锦之戰爆發，谭泰率400人自小凌河直抵海邊，斷绝明兵歸路。此役洪承畴被俘。崇德七年（1642年），譚泰又連敗何腾蛟、白廣恩等。顺治五年（1648年），授为征南大将军，同何洛會討伐金聲桓、王得仁、李成栋等。屢建军功，深得多尔衮信任，尊陈名夏为“南党”盟主。顺治七年（1650年）多尔衮死后，大学士刚林、祁充格皆被殺，唯谭泰出任吏部满族尚书。
顺治八年（1651年）五月，陈名夏被御史张煊彈劾，谭泰“咆哮攘臂，力庇党人”。张煊反因誣告之罪被处死。
自此譚泰更縱恣，其妻弟岳爾多已承襲一等精奇尼哈番，為奪其族人法喀應襲一等阿思哈尼哈番而合併為三等侯；譚泰女弟之夫佟圖賴，當時金礪駐防杭州，妄稱員缺，以佟圖賴為擬補。世祖自譚泰袒護陳名夏而搆張煊，已對他厭惡。當年八月，世祖下詔責罰譚泰專橫，命執捕譚泰付於獄中，糾集廷臣議罪。鰲拜復揭發譚泰依附多爾袞及營私擅政諸罪狀，上報之事皆定案屬實。王公大臣議誅殺譚泰及其子孫，世祖下命只誅譚泰，籍沒他的家產，寬恕他的子孫牽連之罪。

## 延伸阅读
[在维基数据编辑]
 《清史稿·卷246》，出自趙爾巽《清史稿》